# Moszkva a Hudson partján
A Moszkva a Hudson partján (eredeti cím: Moscow on the Hudson) 1984-ben bemutatott amerikai romantikus-filmdráma, melynek forgatókönyvírója és rendezője Paul Mazursky. A főszerepben Robin Williams, María Conchita Alonso, Cleavant Derricks és Alejandro Rey látható.
A film 1984. április 6-án jelent meg.
Egy szovjet cirkusz zenésze az Egyesült Államokban tett látogatásuk során disszidálni akar.

## Cselekmény
Vlagyimir Ivanov, a moszkvai cirkusz szaxofonosa egy zsúfolt lakásban él a nagycsaládjával. Órákig áll sorban, hogy vécépapírt vagy cipőt vásároljon. Amikor Borisz, a cirkuszhoz beosztott apparatcsik kritizálja Vlagyimirt, amiért elkésett a próbáról, és megemlíti neki, hogy Vlagyimir lemaradhat a közelgő New York City-be tartó utazásról. Vlagyimir ad Borisznak egy pár cipőt abból, ami miatt elkésett.
Miközben Ivanov és barátja, Anatolij Lada autójában utaznak, Anatolij megáll, hogy üzemanyagot vegyen az autójába egy mozgó feketepiaci benzinkereskedőtől. Amíg a barátok arra várnak, hogy a benzinárus feltöltse Anatolij kannáját, addig ők ketten gyakorolják az angol nyelvet.
Az orosz cirkuszi társulat New Yorkba érkezik, ahol fel fognak lépni. A társulat tagjainak engedélyeznek egy buszos városlátogatást és rövid vásárlást a szigorúan ellenőrzött pénzügyi keretből.
Anatolij, aki eddig nem sok másról beszélt, mint a disszidálásról, a helyszínen nem tudja rávenni magát, hogy végigcsinálja; Vlagyimir pedig, aki addig túl vakmerőnek tartotta a tervet, hirtelen úgy dönt, hogy neki elege van és végigviszi. Kijátssza a szovjet felügyelők éberségét, és a Bloomingdale's üzlet parfümpultja mögött bebújik az eladó, Lucia Lombardo bő szoknyája alá. A lány lebuktathatná, amikor a helyi rendőrség és az FBI megérkezik, de nem teszi. Vlagyimir szembeszáll az üldözőivel, kisebb kavarodást okoz és a híradós tévékamerák előtt disszidál és eltűnik a tömegben, azonnal bekerülve a helyi hírekbe.
Vlagyimir nem készült fel túl alaposan az akcióra, mivel csak az a ruhája van, ami éppen rajta van, egy kevés költőpénz a zsebében és egy kék farmer, amit a barátnőjének vett, aki Moszkvában vár rá.
Lionel Witherspoon, a biztonsági őr, aki a disszidálás során megvédte Vlagyimirt az orosz üldözőitől, hazaviszi magával Harlembe, hogy ott éljenek Lionel édesanyjával, munkanélküli apjával, nővérével és nagyapjával - ez az életmód nem szokatlan Vlagyimir számára, mivel feltűnően hasonlít moszkvai családjához.
Orlando Ramirez, egy kubai emigráns, szimpatikus bevándorlási ügyvéd segítségével Vlagyimir hamarosan alkalmazkodik az amerikai élethez. Megpróbál munkát találni, annak ellenére, hogy alig beszél angolul, és fél a KGB korábbi fenyegetésétől. Kezdetben buszon dolgozik kisegítőként, a McDonald’s pénztárosaként, még limuzinsofőrként is. Bár ezek a munkák lehetővé teszik Vlagyimir számára, hogy összegyűjtsön egy kis pénzt és végül olcsó lakásba költözzön, de kezd kételkedni abban, hogy valaha is újra hivatásszerűen fog szaxofonozni (ami az eredeti foglalkozása és hobbija).
Vlagyimir kapcsolatot kezd Luciával. Egy partin, amelyen Lucia amerikai állampolgárrá válását ünneplik, Vlagyimir megkéri a lány kezét, aki azonban visszautasítja és szakít vele.
Lionel úgy dönt, hogy visszatér Alabamába, hogy közel lehessen kiskorú fiához. Azonban rossz hírek érkeznek Vlagyimir családjának levelében, miszerint a nagyapja meghalt.
A gyászoló Vlagyimir egy orosz éjszakai klubba megy, hogy megnyugodjon. Amikor részegen későn tér haza a lakóházába, két afroamerikai fiatal kirabolja. Az esetet ügyvédje, Orlando jelenlétében jelenti a rendőrségen; majd mindketten elmennek egy étterembe, ahol Vlagyimir a szerencsétlenségéről szónokol. Egy zömök férfival való összecsapás során, aki szintén orosz disszidensnek mondja magát, Vlagyimir értékelni kezdi, hogy milyen szerencsés dolog az Egyesült Államokban élni.
Nem sokkal később Lucia újra találkozik Vlagyimirrel, aki elmondja neki, hogy még nem áll készen a házasságra, de szívesen élne együtt egy bevándorlóval. Lionel visszaköltözik Alabamából, és átveszi Vlagyimir limuzinvezetői állását.
Vlagyimir találkozik egykori KGB-s kezelőjével, aki most hot dogot árusító utcai árus. Bevallotta, hogy neki magának el kellett menekülnie a Szovjetunióból, pont azért, mert nem tudta megakadályozni Vlagyimir disszidálását, de közben megkedvelte New Yorkot.
Vlagyimir hamarosan munkát kap egy éjszakai klubban, ahol ismét szaxofonozik.

## Szereplők
| Szerep               | Színész               | Magyar hang    |
| -------------------- | --------------------- | -------------- |
| Vlagyimir Ivanov     | Robin Williams        | Dunai Tamás    |
| Lucia Lombardo       | María Conchita Alonso | Kocsis Judit   |
| Lionel Witherspoon   | Cleavant Derricks     | Sörös Sándor   |
| Orlando Ramirez      | Alejandro Rey         | Laklóth Aladár |
| Borisz, a KGB embere | Szavelij Kramarov     | Megyeri János  |
| Jurij                | Oleg Rudnik           | N/A            |
| Anatolij Cserkaszov  | Ilja Baszkin          | N/A            |
| Lev                  | Jakov Szmirnoff       | N/A            |

## A film készítése
Mazursky rendező szerint a film ötlete saját nagyapjának közel 80 évvel azelőtti, Ukrajnából Oroszországon keresztül történő kivándorlásából származik. A forgatókönyv kidolgozása során a rendező kapcsolatba lépett az orosz emigráns közösséggel, és elutazott Oroszországba.
Miután számos helyszínt fontolgatott a film moszkvai részének forgatásához, Mazursky München mellett döntött, mivel a Bavaria stúdió teljes rugalmasságot kínált neki egy autentikus „kelet-európai utca” teljes megvalósítása felett.
Robin Williams a filmhez egy gyorstalpaló tanfolyamon megtanult oroszul, és megtanult szaxofonozni is.

## Fogadtatás
A film bevételi szempontból sikeres volt, ugyanis 25 millió dollár bevételt tudott gyűjteni.
A Rotten Tomatoes-on 21 értékelés alapján 86%-os a minősítést kapott. A Metacritic-en 11 értékelés alapján 67%-os pontszámot ért el.

## Fordítás
- Ez a szócikk részben vagy egészben  a   Moscow on the Hudson című angol Wikipédia-szócikk fordításán alapul.  Az eredeti cikk szerkesztőit annak laptörténete sorolja fel. Ez a jelzés csupán a megfogalmazás eredetét és a szerzői jogokat jelzi, nem szolgál a cikkben szereplő információk forrásmegjelöléseként.